# Zinkhütte Münsterbusch

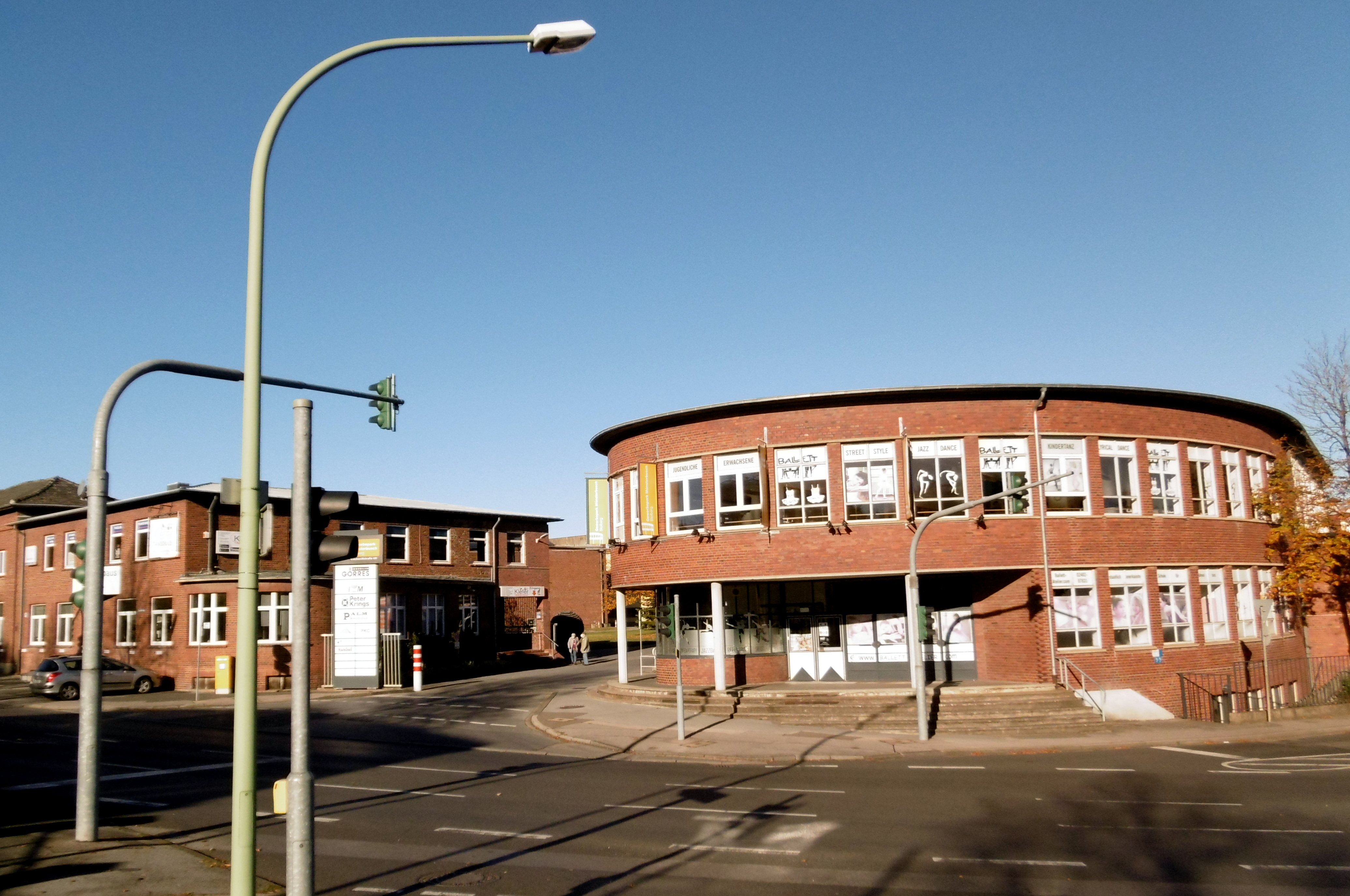
Verwaltungsgebäude heute

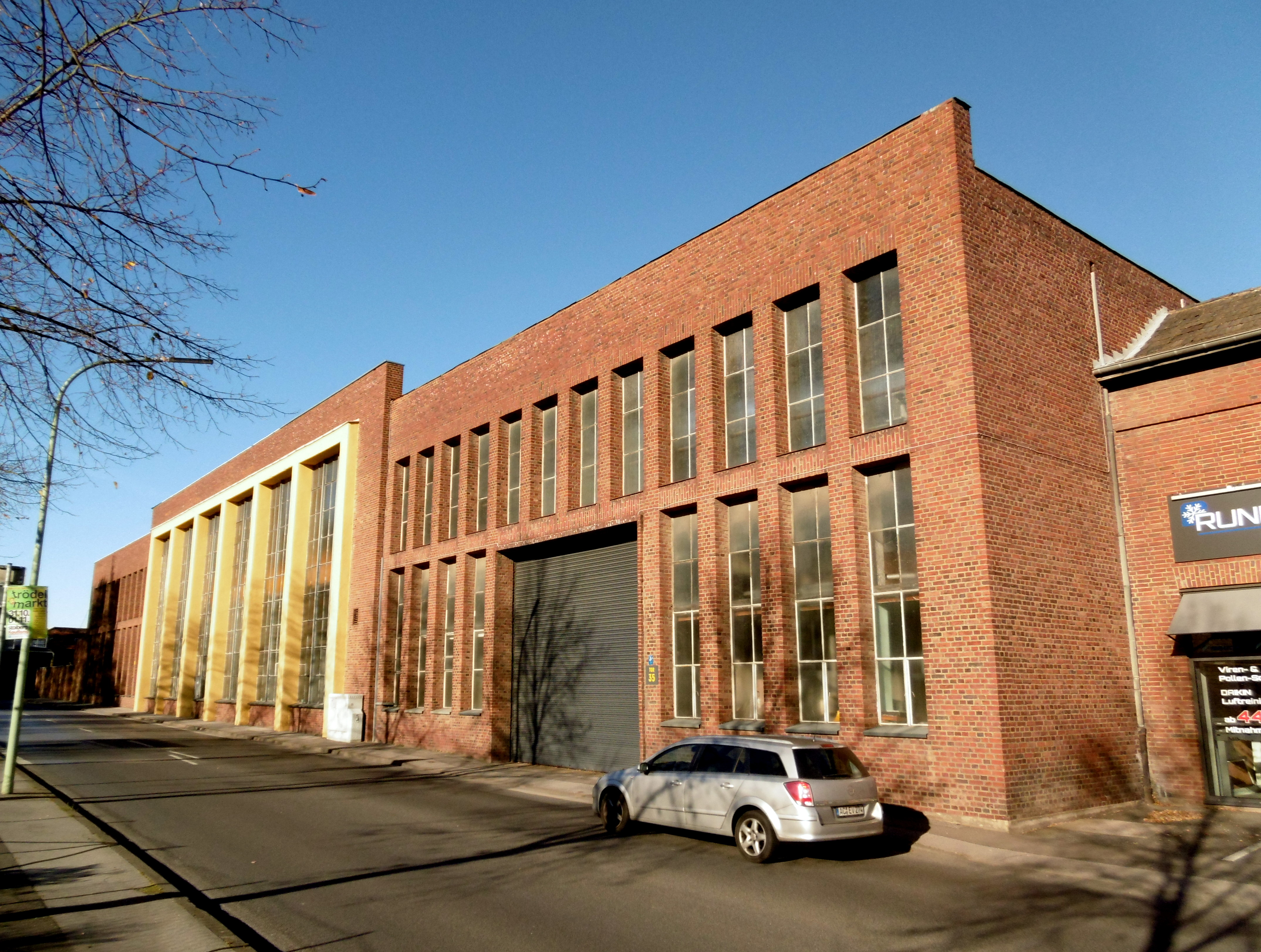
Fabrikkomplex

Die Zinkhütte Münsterbusch oder Heinrichhütte war eine Zinkreduktionshütte im Aachener Revier im westlichen Nordrhein-Westfalen. Sie liegt auf dem Gebiet der heutigen Stadt Stolberg (Rhld.) in der Städteregion Aachen. Namensgeber der Zinkhütte war Kaiser Heinrich II. (973–1024). Als Warenzeichen des Stolberger Hüttenzinks dienten die Initialen SS für Société Stolberg.
Die Zinkhütte Münsterbusch war zwar nicht die erste Zinkhütte im Aachener Revier – dies war die Eschweiler Zinkhütte Velau – jedoch die erste ihrer Art im westlichen Deutschland, die wirtschaftliche Bedeutung erlangte.

## Geschichte
Die Zinkhütte wurde von 1834 bis 1837 von dem Industriellen John Cockerill in unmittelbarer Nähe der von seinem Bruder James Cockerill betriebenen Grube James im damals zur Gemeinde Büsbach gehörigen Ortsteil Münsterbusch erbaut und von ihm 1838 in die neu gegründete Metallurgische Gesellschaft zu Stolberg eingebracht. Von deren Nachfolgegesellschaften, der Kommanditgesellschaft de Sassenay & Cie., der Stolberger Gesellschaft und der Stolberger Zink, wurde die Zinkhütte Münsterbusch bis 1967 ununterbrochen betrieben.
Anfangs wurde die Zinkhütte Münsterbusch mit vier Doppelreduktionsöfen zu je 84 Retorten betrieben.
Bei der Umstellung von Galmei auf Röstblende wurde hier um die Mitte des 19. Jahrhunderts eine auf diesen neuen Grundstoff zugeschnittene Muffel-Geometrie entwickelt. Im Gegensatz zu den sehr hohen schlesischen und den kreisrunden belgischen Muffeln entstand eine Form mit ovalem Querschnitt, die Rheinische Muffel genannt wurde. In den Zinkhütten, die mit liegenden Muffeln arbeiteten, fand dieser Muffeltyp später weltweit Verwendung.
Neben einer Rösthütte und einer Mufflerie war der Zinkhütte Münsterbusch ein Walzwerk zur Herstellung von Walzzink angegliedert, in dem u. a. die bekannten Zinkdruckplatten gefertigt wurden.
Zur Entsorgung der Abgase, insbesondere auch der Röstgase bzw. später deren Restanteile, wurde direkt neben der Zinkhütte ein außergewöhnlich hoher Schornstein errichtet, der „Langer Hein“ genannt wurde.
1887 erhielt sie über den inzwischen abgerissenen Bahnhof Münsterbusch über die Bahnstrecke Stolberg–Münsterbusch einen Anschluss an das Eisenbahnnetz.

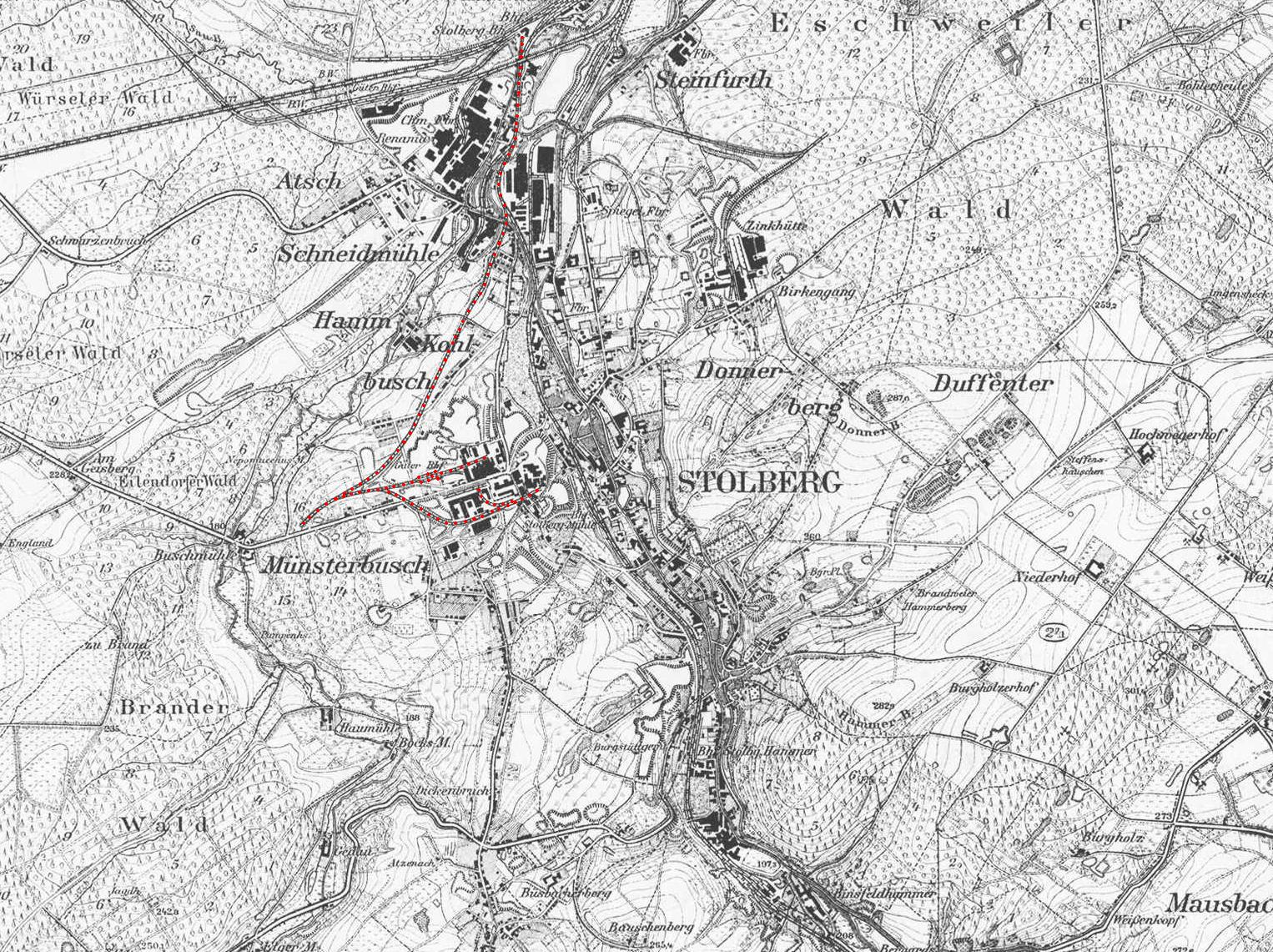
Eisenbahnanschluss

In den späten 1920er Jahren wurde in der Zinkhütte Münsterbusch das Thede-Verfahren zum Ausschmelzen von Zink aus Zinkstaub und anderen bei der Zinkgewinnung anfallenden Zwischenprodukten entwickelt. Ab 1930 fand dieses Verfahren auch international Anwendung.
1935 kam sie mit der Eingemeindung Büsbachs an Stolberg (Rhld.).
Im Zweiten Weltkrieg befand sich ein Zwangsarbeiterlager der Stolberger Zink mit 106 Männern auf dem Betriebsgelände der Zinkhütte in der Cockerillstraße. Als nach dem Weltkrieg die Rösthütte und die Schwefelsäureanlage der Zinkhütte wegen Kriegseinwirkung abgerissen werden mussten, wurde das Rösten sämtlicher Zinkerze, auch für die Münsterbusch, in Nievenheim durchgeführt.
In den Jahren 1956 bis 1958 entstand in der Zinkhütte eine neue, hochgradig mechanisierte Mufflerie. Diese Anlage versorgte auch die zur Stolberger Zink gehörende Zinkhütte Nievenheim mit fertig gemischter Tonmasse bzw. mit bereits verpressten, getrockneten Muffeln.
In den 1960er Jahren hatte die Zinkhütte eine Jahreskapazität von mehr als 30.000 t Zink. Die eigentliche Reduktionshütte bestand aus zwei Hallen mit je zwölf Reduktionsöfen. Jeder Ofen enthielt 120 bis 132 in drei Reihen übereinander angeordnete Muffeln. Die Ofenarbeit war durch den Einsatz von Räum- und Lademaschinen weitgehend mechanisiert.
1967 wurde die Hütte geschlossen. Die Zinkhütte Münsterbusch hinterließ umfangreiche Halden wie die Halde Fettberg und Halde Kohlbusch, die mittlerweile rekultiviert werden konnten.